# 다사읍
다사읍(多斯邑)은 대한민국 대구광역시 달성군의 읍이다. 1997년 11월 1일에 면에서 읍으로 승격되었고, 2005년 10월 18일 대구 도시철도 2호선의 개통으로 교통이 편리하다. 대실역이 있는 강창교 인근 죽곡리 일대는 죽곡신도시 건설로 다사읍의 새로운 번화가가 되었으며, 문양리에는 2호선의 문양차량사업소와 문양역이 있다. 달성군 지역 중 최초로 도시철도가 개통되어 현재 운행되는 지역이다.
읍사무소 소재지인 매곡리에는 공영차고지 종점 겸 천연가스 충전소가 설치되어 있다. 대실역의 개업 후 개발한 죽곡신도시의 발전으로 2019년 4월 10일에 9만 명의 인구를 돌파한 거대 읍으로 성장하여 대구광역시에서 가장 비약적으로 발전한 곳 중 하나다. 생활권으로 보자면, 금호강(강창교) 너머 달서구 성서 지역과 마주 보고 있기 때문에 성서 생활권에 속한다.

## 역사
- 1895년 6월 23일(음력 윤5월 1일) 대구부 대구군 하동면, 하남면[2]
- 1896년 8월 4일 경상북도 대구군 하동면, 하남면[3]
- 1910년 10월 1일 경상북도 대구부 하동면, 하남면[4]
- 1914년 4월 1일 경상북도 달성군 다사면[5]
- 1995년 3월 1일 대구광역시 달성군 다사면
- 1997년 11월 1일 대구광역시 달성군 다사읍
- 2001년 3월 19일 서재출장소 설치

## 행정 구역
- 서재출장소
- 매곡리(梅谷)(1~16)
- 문양리(汶陽)(1~2)
- 방천리(坊川)
- 세천리(世川)
- 부곡리(釜谷)
- 문산리(汶山)
- 서재리(鋤齋)(1~11)
- 죽곡리(竹谷)(1~15)
- 이천리(伊川)
- 달천리(達川)
- 박곡리(朴谷)

## 주요 시설
- 다사읍 행정복지센터
- 다사읍 행정복지센터 서재출장소
- 다사읍주민자치센터
- 보건지소
- 농촌지도소
- 다사읍예비군중대
- 대구달성경찰서 다사
- 대구강서소방서 다사소방파출소
- 대구광역시 상수도사업본부 매곡정수사업소
- 대구광역시 위생매립장
- 대구광역시 상수도사업본부 죽곡정수사업소
- 대구교통공사 문양차량사업소(문양역)
- 매곡리 시내버스공영차고지
- 방천리 시내버스공영차고지(경신교통 차고지 겸)

### 금융 기관
- iM뱅크 다사지점(대실역 앞)
- 다사농협 다사지점
- 다사우체국
- 새마을금고 다사지점
- 다사농협 서재지점

### 교육 기관
- 대실초등학교 (죽곡리)
- 죽곡초등학교 (죽곡리)
- 매곡초등학교 (매곡리)
- 왕선초등학교 (매곡리)
- 다사초등학교 (매곡리)
- 서재초등학교 (서재리)
  - 달천분교 (폐교) : 다사읍 다사로 515 (달천리)
- 도림초등학교 (서재리)
- 서동초등학교 (서재리)
- 세천초등학교 (세천리)
- 다사중학교 (매곡리)
- 서재중학교 (서재리)
- 서동중학교 (서재리)
- 심인중학교 (죽곡리)
- 왕선중학교 (매곡리)
- 다사고등학교 (죽곡리)
- 심인고등학교 (죽곡리)
- 달성군립도서관

### 아파트
| 단지명                            | 건설사                                                       | 시행사             | 주소             | 주소   | 입주        | 비고     |
| --------------------------------- | ------------------------------------------------------------ | ------------------ | ---------------- | ------ | ----------- | -------- |
| 죽곡 하우젠트아너스빌             | 경남기업 ㈜한라공영                                          | ㈜한라공영         | 왕선로 26        | 매곡리 | 2008년 1월  |          |
| 대실역 동화아이위시               | 동화주택㈜                                                   | 동화주택㈜         |                  | 매곡리 | 2008년 9월  |          |
| 다사 한일유앤아이                 | 한일건설㈜                                                   | ㈜벽안디앤씨       | 매곡로4길 9      | 매곡리 | 2008년 7월  |          |
| 강창한서 꼼빠니아타운             | ㈜한서주택                                                   | ㈜한서주택         | 달구벌대로 802-1 | 매곡리 | 1996년 11월 |          |
| e편한세상 다사                    | 고려개발                                                     | ㈜레치워스         | 다사역로 60      | 매곡리 | 2008년 12월 |          |
| 대실역 e편한세상                  | ㈜삼호                                                       | ㈜명관건설         | 죽곡1길 42       | 죽곡리 | 2008년 3월  |          |
| 강창하이츠타운                    | ㈜삼산주택 ㈜한서주택                                        |                    |                  | 죽곡리 | 1999년 10월 |          |
| 대실역 태왕아너스                 | 태왕이앤씨㈜ 금광기업㈜ ㈜세운건설                           | 대구도시공사       | 대실역남로 11    | 죽곡리 | 2017년 9월  |          |
| 청아람리슈빌 4단지                | 계룡건설산업 화성산업 ㈜한라공영 명신종합건설㈜ ㈜삼진씨앤씨 | 대구도시공사       |                  | 죽곡리 | 2011년 10월 |          |
| 대실역 리슈빌 3단지               | 계룡건설산업 화성산업 ㈜한라공영 명신종합건설㈜ ㈜삼진씨앤씨 | 대구도시공사       | 대실역남로 33    | 죽곡리 | 2012년 2월  |          |
| 죽곡푸르지오 2단지                | 대우건설 신동아건설 에스디건설㈜ ㈜신흥건설                  | 대구도시공사       | 대실역남로 93    | 죽곡리 | 2012년 2월  |          |
| 죽곡푸르지오 1단지                | 대우건설 신동아건설 에스디건설㈜ ㈜신흥건설                  | 대구도시공사       | 대실역북로 16    | 매곡리 | 2011년 9월  |          |
| 대실역청아람 1단지                | 한신공영 평산종합건설㈜ ㈜빅스타건설 ㈜대덕종합건설          | 대구도시공사       | 대실역북로 38    | 매곡리 | 2008년 9월  |          |
| 대실역청아람 2단지                | 신동아건설 에스디건설㈜ 한라공영㈜                           | 대구도시공사       | 대실역북로 26    | 매곡리 | 2008년 9월  |          |
| 다사주공 1단지                    | ㈜덕재건설                                                   | 대한주택공사       | 매곡로14길 13    | 매곡리 | 2006년 8월  | 국민임대 |
| 다사주공 2단지                    | ㈜한라건설                                                   | 대한주택공사       | 매곡로14길 11    | 매곡리 | 2006년 8월  | 국민임대 |
| 죽곡휴먼시아 1단지                | ㈜씨앤우방                                                   | 대한주택공사       | 대실역북로1길 6  | 매곡리 | 2008년 6월  | 국민임대 |
| 제일풍경채 프라임                 | 제일건설㈜                                                   | ㈜에스와이         | 세천남로 35      | 세천리 | 2017년 8월  |          |
| 세천 삼정그린코아 더 베스트 1단지 | ㈜삼정                                                       | ㈜삼정코아건설     | 세천북로 10      | 세천리 | 2017년 2월  |          |
| 세천 삼정그린코아 더 베스트 2단지 | ㈜삼정 ㈜삼정코아건설                                        | ㈜삼정코아건설     | 세천북로 20      | 세천리 | 2017년 2월  |          |
| 다사역 삼정그린코아 더 베스트     | ㈜삼정                                                       | 다사지역주택조합   | 매곡로14길 8     | 매곡리 | 2021년 8월  |          |
| 죽곡 삼정그린코아 더 베스트       | ㈜삼정코아건설                                               | ㈜삼정코아건설     | 다사로 50        | 매곡리 | 2018년 12월 |          |
| 와룡 건영캐스빌                   | 건영                                                         | 건영               | 서재로12길 41-16 | 서재리 | 2005년 9월  |          |
| 신성서 화성파크드림               | 화성산업                                                     | ㈜진선주택개발     | 서재로27길 42    | 서재리 | 2007년 12월 |          |
| 서재 진흥더블파크                 | 진흥기업                                                     | ㈜케이비부동산신탁 | 서재로24길 29    | 서재리 | 2007년 12월 |          |